# Mateja Matevski
Mateja Matevski (Estambul, 13 de marzo de 1929-6 de junio de 2018) fue un poeta, crítico literario, ensayista, y traductor macedonio.

## Biografía
Matevski se graduó en la facultad de filología en Skopie. Trabajó de periodista en la radio y televisión macedonia, y como redactor del programa cultural y literario, de la misma empresa televisiva- Fue también director general de televisión en la Corporación de radio Skopie. como además presidente de la Comisión de relaciones culturales internacionales de ese país balcánico. 
Entre sus labores literarias y académicas se destaca el haber sido durante varios años, redactor de la casa editorial "Koco Racin" y profesor de historia del drama en la Facultad de Artes Dramáticos de Skopie. 
Matevski, asimismo, fue redactor de los periódicos culturales Literatura de Mlada y Razgledi, a la vez que presidente de la Asociación de Escritores de Macedonia. También fue presidente del Consejo del festival “Tardes de Poesía de Struga", uno de los eventos literarios más antiguos de Europa: "Sredbi de Racinovi"
En la actualidad es miembro correspondiente de la academia norteamericana de la lengua española. 
Treinta libros de su poesía se han publicado en veinte diferentes idiomas. Es autor de unos cuarenta libros de traducciones del español, del francés, del esloveno, del ruso, del albanés y del serbio.

## Obra
- Llueve (poesía, 1956)
- Equinoccio (poesía, 1963)
- Lirios (poesía, 1976)
- El círculo (poesía, 1977)
- El árbol de la lima (poesía, 1980)
- El nacimiento de la tragedia (poesía, 1985)
- De la tradición al futuro (crítica y ensayos, 1987)
- Drama y Teatro (crítica y ensayos, 1987)
- Hacia afuera (poesía 1990)
- La torre negra (poesía, 1992)
- Sacando afuera (poesía, 1996)
- La luz de la palabra (crítica y ensayos, )
- El muerto (poesía, 1999)
- Área interna (poesía , 2000)

- Datos: Q80358